# Kotschya coalescens
Kotschya coalescens es una especie de planta floral del género Kotschya, tribu Dalbergieae, familia Fabaceae.

## Distribución
Se distribuye por Tanzania, Zambia y Zaire.

## Taxonomía
Fue descrita por Dewit & P. A. Duvign. y publicada en Bull. Soc. Roy. Bot. Belgique 86: 213 (1954).